# Comuna Sokolohirne, Henicesk
Sokolohirne (în ucraineană Сокологірне) este o comună în raionul Henicesk, regiunea Herson, Ucraina, formată din satele Makșiivka, Novoiefremivka, Sokolohirne (reședința) și Vînohradnîi Klîn.

## Demografie
Componența lingvistică a comunei Sokolohirne
     Ucraineană (84,62%)
     Rusă (13,11%)
     Alte limbi (0,08%)
Conform recensământului din 2001, majoritatea populației comunei Sokolohirne era vorbitoare de ucraineană (84,62%), existând în minoritate și vorbitori de rusă (13,11%) și armeană (1,36%).